# Devil's Mile
Devil's Mile es una película de terror canadiense de 2014 y el debut como director de largometrajes de Joseph O'Brien, quien también escribió el guion (desarrollado en colaboración con el productor Mark Opausky) y creó los efectos visuales de la película. La película se estrenó en el Festival de Cine Fantasia el 26 de julio de 2014 y fue lanzada en DVD y VOD el 12 de agosto de 2014. La película llegó al principal servicio de streaming de terror de AMC, Shudder, el 11 de mayo de 2020.
Está protagonizada por Casey Hudecki, Maria del Mar y David Hayter como un equipo de secuestradores que se encuentran perdidos en un siniestro tramo de carretera donde las leyes no solo del tiempo y el espacio, sino también de la vida y la muerte, ya no se aplican.
O'Brien eligió la película con una mezcla de recién llegados y rostros familiares para el público del género. Se reunió con María del Mar, después de haber trabajado con ella en la miniserie de Sci-Fi Channel Robocop: Prime Directives, que coescribió. El físicamente exigente papel principal de Jacinta fue escrito específicamente para Casey Hudecki, cuya experiencia como actriz de teatro y doble la hacía ideal para el papel. O'Brien ya era un fanático del trabajo de David Hayter como escritor y actor, y estaba encantado cuando aceptó unirse al elenco como el villano Toby después de leer el guion.

## Sinopsis
Toby (David Hayter), Cally (Maria del Mar) y Jacinta (Casey Hudecki) son un equipo díscolo de secuestradores profesionales que se pierden mientras se dirigen a entregar un valioso "paquete" -dos adolescentes, Kanako (Amanda Joy) y Suki (Samantha Wan)- a su empleador, el Sr. Arkadi (Frank Moore), un misterioso y aterrador jefe de la mafia. Las tensiones entre el grupo alcanzan una masa crítica después de que un intento fallido de fuga deje a Kanako muerta, un fracaso que el notoriamente cruel Arkadi no perdonará. A medida que los supervivientes luchan por encontrar una salida a las terribles consecuencias que les esperan, descubren que tienen un problema mayor: Devil's Mile, el solitario tramo de carretera en el que se encuentran, parece no tener fin. Pero cuando Kanako regresa de entre los muertos, transformada en una entidad demoníaca que cambia de forma (Shara Kim), se ven obligados a aceptar que las leyes no solo del tiempo y el espacio, sino también de la vida y la muerte, ya no se aplican. Sin escapatoria a la vista, se exponen secretos, se revelan verdaderas identidades y uno de ellos descubre que se puede tener redención... a un precio terrible.

## Reparto
- David Hayter as Toby McTeague
- Maria del Mar as Callista "Cally" Chavez
- Casey Hudecki as Jacinta "JC" Ballantine
- Amanda Joy Lim as Kanako Kobayashi
- Samantha Wan as Suki Tsuburaya
- Frank Moore as Mr. Arkadi
- Adrienne Kress as Cally's Girlfriend
- Shara Kim as Demon
- Craig Porritt as The Caretaker

## Recepción
La película recibió críticas polarizadas. Shock Till You Drop criticó la película en general, criticando el guion y la dirección de la película, ya que sentían que O'Brien "se excede con los trucos y trucos". Bloody Disgusting también fue muy crítico con la película y comentó que veían la película como «extraña por el bien de la rareza, sin ningún final temático o pulposo real en mente».
Sin embargo, Twitch Film elogió los elementos visuales, el guion y los efectos posteriores de la película, afirmando que "O'Brien muestra la cantidad adecuada de paciencia para obtener la cantidad correcta de tensión de su audiencia", mientras que Ain't It Cool News se entusiasmó con que la película "arroja todo y un fregadero de cocina en llamas a los bandidos y al espectador", mientras que también señaló que "O'Brien termina envolviéndolo de manera bastante poética con algunos giros inteligentes en el camino".